# Hracholusky (Prachaticei járás)
Hracholusky település Csehországban, a Prachaticei járásban. Hracholusky Vitějovice, Nebahovy, Netolice, Strunkovice nad Blanicí és Lhenice településekkel határos. Lakosainak száma 495 fő (2024. január 1.).

## Népesség
A település lakosságának változását az alábbi diagram mutatja:
| Lakosok száma | 1214 | 1149 | 1128 | 619  | 454  | 500  | 465  | 479  | 497  | 495  |
|               | 1869 | 1890 | 1921 | 1950 | 1980 | 2001 | 2017 | 2019 | 2022 | 2024 |